# 快樂購

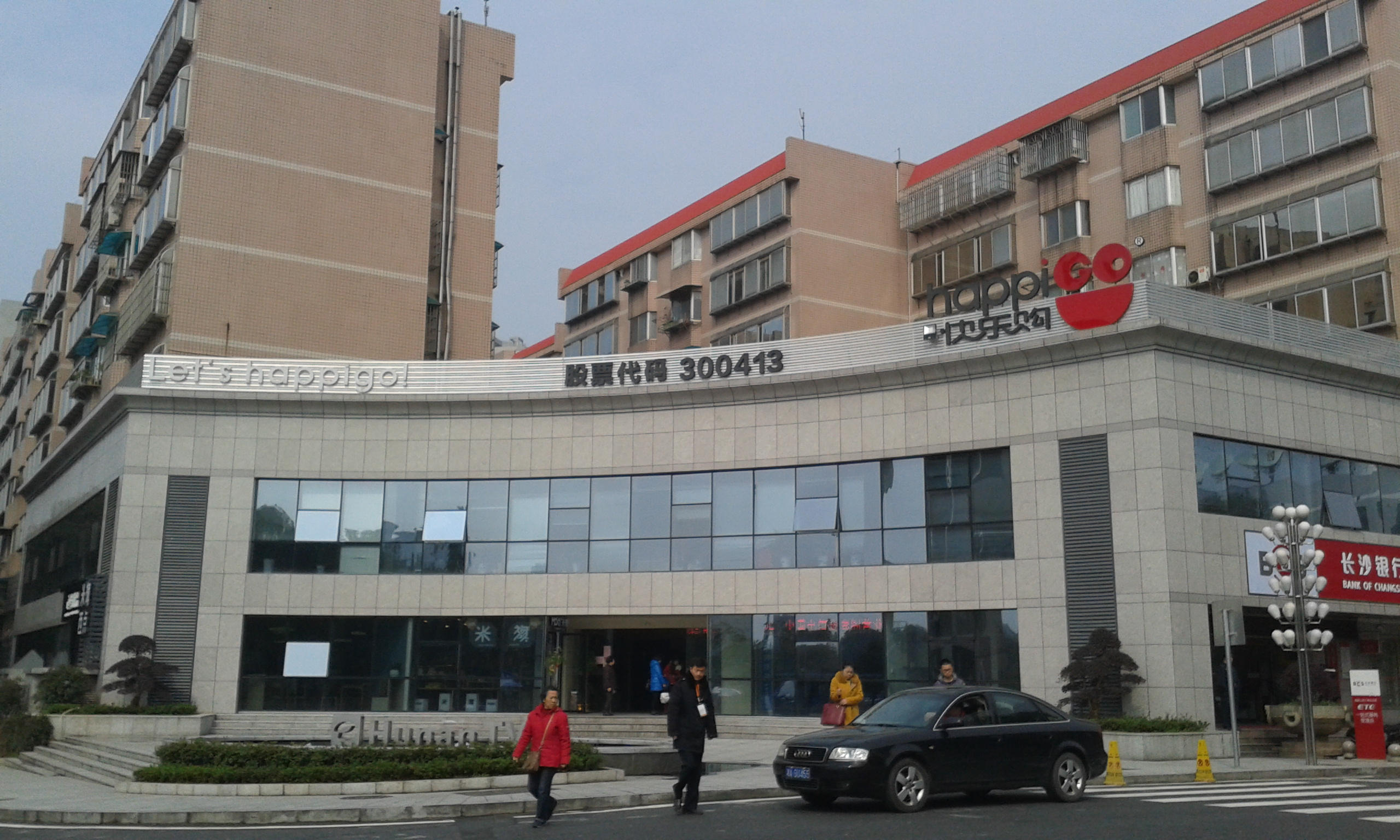
快乐购总部大楼

快乐购（英語：Happigo）是湖南广播电视台于2006年3月17日开播的一条电视购物频道，由芒果超媒旗下的快乐购有限责任公司负责运营，该频道亦设有同名媒体零售及电子商务平台“快乐购商城”。

## 历史与沿革
2006年3月17日，快乐购频道正式上星开播，并同时取代原湖南时尚频道在湖南省内落地播出，两版节目内容完全一致，依托该频道设立的媒体零售及电子商务平台「快乐购商城」亦于同日正式开业运营。
2010年6月1日起，快乐购频道面向湖南省内观众播出的特别定制版以「湖南时尚频道」名义进行试播，内部呼号为「快乐购2台」，该频道于同年7月16日正式开播。
2015年4月1日起，快乐购频道全国版、湖南时尚频道正式实现高标清16:9同播。
2016年，快乐购亦面向湖南IPTV用户开播6条高清轮播频道，即芒果乐淘、芒果乐搜、芒果乐活（前3个在2018年前为标清4:3播出）、好吃厨房、大美人、生活家。
2020年3月25日，湖南时尚频道停播。